# Justyna Jaworska
Justyna Jaworska (ur. 1975) – polska kulturoznawczyni i eseistka.

## Życiorys
Pracę doktorską obroniła na Uniwersytecie Warszawskim 23 maja 2005. Adiunkt w Instytucie Kultury Polskiej na Wydziale Polonistyki Uniwersytetu Warszawskiego. Zakres jej zainteresowań obejmuje historię kultury polskiej XIX i XX wieku w ujęciu obrazu, antropologię wizualności, historię obyczaju, kulturę popularną, historię i teorią mody. W latach 2007-2024 była redaktorką działu dramaturgii polskiej w miesięczniku Dialog. Za książkę Cywilizacja „Przekroju”: misja obyczajowa w magazynie ilustrowanym została nominowana do Nagrody Literackiej Gdynia 2009 w kategorii eseistyka. Książka "Piękne widoki, panowie, stąd macie". O kinie polskiego sockonsumpcjonizmu otrzymała Nagrodę im. Bolesława Michałka dla książki o kinie oraz została wybrana książką roku przez Polskie Towarzystwo Badań nad Filmem i Mediami (2019).
W 2019 uzyskała habilitację w dziedzinie nauk humanistycznych na Uniwersytecie Warszawskim.
Była jurorką Gdyńskiej Nagrody Dramaturgicznej (2016-2022) oraz Literackiej Nagrody Nike (2023-2025).

## Książki
- Biblioteka widmowa; suplement pierwszy do leksykonu xiąg urojonych (Lampa i Iskra Boża, Warszawa 2002) – współautorka haseł
- Cywilizacja „Przekroju”: misja obyczajowa w magazynie ilustrowanym (Wydawnictwa Uniwersytetu Warszawskiego, Warszawa 2008)
- "Piękne widoki, panowie, stąd macie". O kinie polskiego sockonsumpcjonizmu (Towarzystwo Autorów i Wydawców Prac Naukowych „Universitas”, Kraków 2019, ISBN 97883-242-3505-6)

## Nagrody, odznaczenia i nominacje
- 2009: nominacja do Nagrody Literackiej Gdynia w kategorii eseistyka
- 2019: Nagroda im. Bolesława Michałka 2018/2019 dla najlepszej książki filmowej[6]